# 恐慌發作
是迅速而强烈的焦虑与恐惧发作，伴随极度全身不适。惊恐发作的表现主要是强烈的自主神经症状、身心症狀，且没有固定的发作先兆，可在几分钟内达到高峰，一次发作一般持续数分钟或十几分钟，也有持续时间更长的情况，其消退是逐渐的。
惊恐障碍（panic disorder）则是以反复出现的惊恐发作为原发和主要临床症状，并伴有持续担心再次发作或发生严重后果的焦虑障碍。

## 症状
- 心跳加速、心悸
- 呼吸困難，感覺得似乎吸不到氣
（常見換氣過度或氣喘）
- 頭痛、頭暈或反胃
- 顫抖，冒冷汗
- 感覺喉嚨有塊物阻塞
- 胸痛
- 身體或臉有灼熱感
- 手指或腳指麻痺（針刺感）
- 對週遭事物有不真實、恍如夢中的感覺（失真感）
- 害怕自己即將發瘋或死亡

## 诊断
當恐慌發作，患者會感受到強烈不適，因此常求助於急診室。一個人在一生中可能出現極少次的恐慌發作，並在發作後立刻平息，但若經常反覆發作，就必須考慮是恐慌症。在精神科的診斷手冊中至少要有上列四個或更多的症狀，而且反覆發作，並與外界環境中的刺激等因素無關，以及最少需要發作兩次以上才能確定診斷為恐慌症。

## 治療
恐慌症通常可以透過各種介入措施來有效控制，包括心理治療和藥物治療。恐慌症的治療重點包括減少恐慌發作的頻率和強度，減少預期焦慮和廣場恐懼症，並實現完全緩解。
大多數恐慌發作會在20到30分鐘內自行緩解。然而，苯二氮䓬类药物，特別是阿普唑仑和氯硝西泮，由於起效快、耐受性好，經常被用於治療恐慌症，因此可以用來結束目前正在進行的恐慌發作。此外，深呼吸技巧和放鬆技巧可以在恐慌發作時或發作後立即使用，並被發現有助於使自己平靜下來。一些維持恐慌的原因包括避免引起恐慌的情況或環境、焦慮或負面的自我對話（「假設」思考）、錯誤的信念（例如，認為自己的症狀有害或危險）以及壓抑的感情。
認知行為療法 (CBT) 的療效最為全面，持續時間也最長，其次是選擇性血清素再攝取抑制劑 (SSRI)。2009年的一個研究發現，心理治療和藥物治療均能取得正面成果，兩者結合的效果更佳。儘管現代藥物能夠短期改善患者的生活質量，但針對恐慌症的長期藥物治療仍在研發中。然而，有一種已被證實對長期治療最有效的方法，那就是結合不同的治療方法。這些不同的治療方法包括抗憂鬱藥物和認知行為療法 (CBT)。